# Saelices de la Sal
Saelices de la Sal település Spanyolországban, Guadalajara tartományban. Saelices de la Sal Anguita, Riba de Saelices, Esplegares és Sotodosos községekkel határos. Lakosainak száma 47 fő (2024).

## Népesség
A település népessége az utóbbi években az alábbiak szerint változott:
| Lakosok száma | 66   | 69   | 63   | 53   | 58   | 56   | 55   | 43   | 39   | 47   |
|               | 2001 | 2004 | 2006 | 2009 | 2011 | 2014 | 2016 | 2019 | 2021 | 2024 |